# Пјотр Кошел
Пјотр Кошел (рус. Пётр Агеевич Кошель, (20 април 1946, Слуцк, Белоруска ССР, СССР) — руски писац, историчар, песник и преводилац, један од преводилаца са српского на руски језик.

## Биографија
Отац Петра Кошела је у рату био партизан, после рата је радио на железници у Слуцке. Године 1952 породица је напустила са Белорусији на Сахалин. Живели на реци Поронаи, у земљани, у тешким условима. Почео је да се бави објављивањем у школским годинама. Са 18 година преселио се на копно, живео у Сибиру, Молдавији, Балтику. Радио је у фабрици аутомобила, бавио се рекламирањем, радио као наставник у сеоској школи у Белорусији.
Од 1973 до 1978 студирао на Књижевном институту у Москви. Како се присећа критичар Вјачеслав Огризко, књижевни критичар Вадим Кожинов је у то време изјавио у «Литературнаја Газета» да у Русији постоји шест песника: Алексеј Прасолов, Николај Рубцов, Владимир Соколов, Јуриј Кузњецов Олег Чухонцев и Пјотр Кошел.
Године 1978 примљен је у Унију писаца СССР. 1982—1995 био је водећи уредник издавачке куће «Совјетски писац», надгледао је превођење поезије Украјини, Бјелорусији и Северни Кавказу. Саставио «Московски дан поезије 1983».
Песме су објављиване у часописима «Младост», «Нови свет», «Знамиа», «Пријатељство народа», «Књижевне новине», «Књижевна Русија». Аутор бројних историјских есеја, превода српскај, белорускај, дагестанскај поезија.

### Песме
- Лишће. Песме. - Мн., Мастатскаја књижевност, 1979 - 80 стр. - 6000 примерака.
- Градска звезда. Песме. - М.: Молодая гвардия, 1981. - 31 стр., (Млади гласови) - 30.000 примерака.
- Река Живот. Песме. - Мн., Мастацкая літаратура, 1987. - 141 с. - 5000 примерака.
- Такав какав јесте. Песме. - М.: Сов. писац, 1987. - 141 стр. - 15000 примерака.

### Документарна литература
- Историја руского тероризма. - М., Глас, 1995. - 369 с. (Историја руского живота). 10000 пр.
- Историја детективского рада у Русији: у 2 књиге. - Мн., Литература, 1996. - (Енциклопедија тајни и сензација). 20000 пр.
- Историја руске потраге. - М., Млада гарда, 2005. - 394 с.
- Настајање Петровом вољом: Историја Санкт-Петербурга из старих времена до средине XVIII века. - М., Рубежи, 2003. - 524 (Историја градова света) (Три века северне престонице Русије). - 5000 пр.
- Престоница Руского царства: Историја Санкт-Петербурга у другој половини XVIII века. - М., Рубежи, 2007.- 452 (Историја светских градова) (Три века северне престонице Русије)
- Бриљантан Петербург: Историја Санкт-Петербурга у првој половини XIX века. - М., Рубежи, 2008. – 685 с. (Историја градова света).
- Цела Русија: Збирка. - М., НОСТА, 1993 - 100.000 пр.
- Моја Пушкинијана. - М., Глас, 1999. – 459 с.

### Образовна литература
- Велика школска енциклопедија: 6-11 ћелија. - М., ОЛМА-ПРЕСС, 1999. - 20.000 пр. Т. 1: Историја. Књижевност. — 591 с. Т. 2: Руски језик. Математика. Стање. Химија. Биологија. Географија. Енглески језик. Православни речник-приручник. — 718 с.
- Други светски рат. Енциклопедија за школарце. - М., ОЛМА-ПРЕСС, 2000. - 447 с. –

12000 пр.
- Уметност. Енциклопедијски речник. - М., ОЛМА-ПРЕСС, 2000. - 446 с. - 15000 пр.
- Речник-приручник: економија, спољна трговина, изложбе. − М., Друштво за заштиту књижевности. 2012. – 342 с.

### Нон-фицтион књижевност
- На почетку живота на земљи.- М., ОЛМА-ПРЕСС, 2000. - 351 стр. - 3000 пр.
- Биологија: у земљи вечних мистерија - М., ОЛМА-ПРЕСС, 2000. - 302 стр. - 5000 пр.
- Биологија. Животињски и биљни свет Русије. - М., ОЛМА-ПРЕСС, 2000. - 542 с. - 5000 пр.

### Преведена књижевност
- Пролетела је метла кроз наше село: Од белоруске нар. поезија: За дошк.старост. - М.: Малыш, 1991. - 500.000 пр.
- Тетка. Изабрано. - Мн., 1986. - 222 с.
- Магијски бунар. Фолклор, поезија, приче. Мн., 1997 - 7000 пр.
- Час ветра: Песме белоруских песникав 1920-1930-х: За виши школски узраст / Ком. и транс. из белоруского Пјотр Кошел. Предговор Нил Гилевич. - Минск, Юнацтва, 1987. -  125 с. - 8000 пр.
- В. Дунин-Марцинкевич. Изабрано: Песме, приче и приповетке. Драмска дела / Из белоруск. и пољски. - Мн., 1991. 365 с.
- Магарац на имендан: Белоруске басне. - Мн., Юнацтва, 1989. — 237 с.
- Антология сербской поэзии (Антологија српске поезије). - М., Рипол-классик, 2008.

## Везе
- Пјотр Кошел: песме и преводи у «Књижевном гласнику» Архивирано на веб-сајту  (28. децембар 2021)
- Пјотр Кошел. Историјски есеји
- Биолошки есеји // Биологија
- Пјотр Кошел. // Руска поезија
- Пјотр Кошел. Слаб ехо прска // Књижевне новине, 21.04.2021